# Бер-ле-Фор
Бер-ле-Фор (фр. Beire-le-Fort) — коммуна во Франции, находится в регионе Бургундия. Департамент коммуны — Кот-д’Ор. Входит в состав кантона Женли. Округ коммуны — Дижон.
Код INSEE коммуны — 21057.

## Население
Население коммуны на 2010 год составляло 296 человек.
| 1962 | 1968 | 1975 | 1982 | 1990 | 1999 | 2010 |
| ---- | ---- | ---- | ---- | ---- | ---- | ---- |
| 154  | 163  | 158  | 172  | 164  | 251  | 296  |

## Экономика
В 2010 году среди 191 человека трудоспособного возраста (15—64 лет) 138 были экономически активными, 53 — неактивными (показатель активности — 72,3 %, в 1999 году было 73,2 %). Из 138 активных жителей работали 136 человек (72 мужчины и 64 женщины), безработных было 2 (1 мужчина и 1 женщина). Среди 53 неактивных 7 человек были учениками или студентами, 15 — пенсионерами, 31 были неактивными по другим причинам.